# Hondarribia

Handritad karta från 1699 av Leonardus de Ferrarys över Hondarribia, Spanien.

Hondarribia (på baskiska och officiellt; spanska: Fuenterrabía; franska: Fontarrabie) är en stad och kommun i provinsen Gipuzkoa i den autonoma regionen Baskien i norra Spanien. Staden ligger vid Txingudiviken, cirka 16 kilometer nordost om San Sebastián. Den är belägen vid gränsen till Frankrike. Kommunen har 16 929 invånare (2024), på en yta av 28,63 km².
Hondarribia kännetecknas av sina ålderdomliga kvarter med murar och slott. Strax utanför stadens centrum ligger San Sebastiáns flygplats.